# Дальний красный свет
Дальний красный свет — иногда выделяемый диапазон видимого света, между красным и инфракрасным (примерно 710—800 нм). Имеет важное значение для физиологии растений.
Дальний красный свет отличается от красного тем, что не участвует в фотосинтезе, так как энергия его фотонов недостаточна для возбуждения хлорофилла. Однако, он оказывает важное влияние на физиологию растений, так как поглощается другим растительным пигментом — фитохромом. Например, вечером в спектре много дальних красных лучей, которые активизируют только фитохром A, давая растению сигнал о приближении ночи. Получив этот сигнал, растение перестраивает физиологические процессы, чтобы подготовиться к ночному холоду. Также, с помощью фитохрома, реагирующего на дальний красный, некоторые растения определяют время цветения.
Дальний красный влияет и на прорастание семян — например, подавляет прорастание семян латука (а красный, наоборот, стимулирует).